# Rio da Carvalhosa
O rio da Carvalhosa é um rio português que nasce em Lustosa no concelho de Lousada e desagua no rio Ferreira, perto de Moinhos em Paços de Ferreira, após percorrer cerca de dez quilómetros.

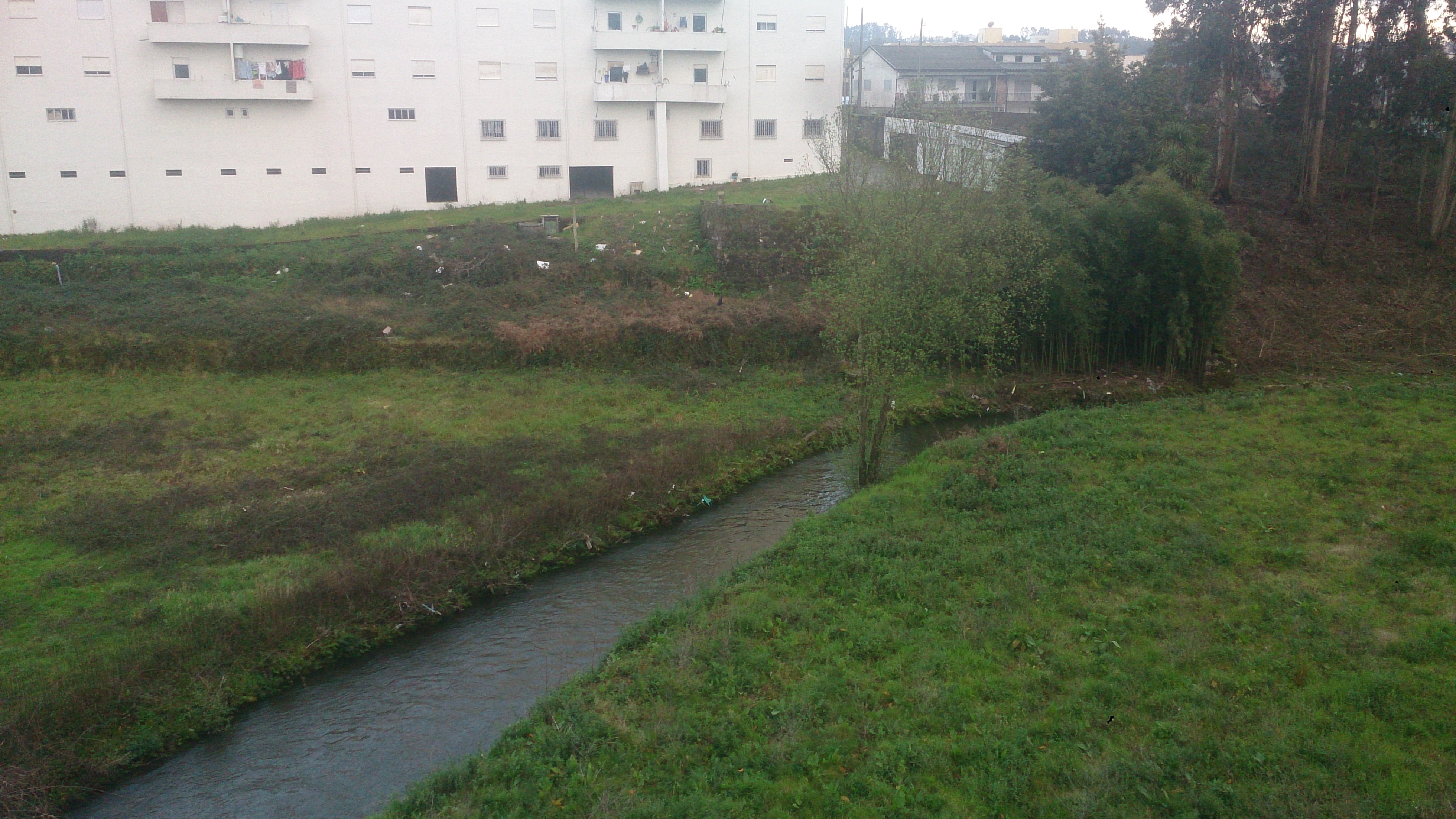
Rio Carvalhosa no lugar de Sistelo, Paços de Ferreira, durante o inverno.